# Lavendelastrild
De  lavendelastrild of blauwgrijs roodstaartje (Glaucestrilda  caerulescens synoniem: Estrilda  caerulescens) is een zangvogeltje uit de familie van de prachtvinken (Estrildidae) uit Afrika. De vogel wordt als kooivogel gehouden.

## Kenmerken
De lavendelastrild is gemiddeld 10 cm lang en weegt 8 tot 15,1 g.
De vogel heeft een grijze kop, de nek en de rug zijn parelgrijs. De keel en de wangen blauwachtig grijs. De borst is lichtgrijs, de buik bijna zwart. De vleugels zijn donkergrijs en bruin. De romp en de middelste staartveren zijn karmozijnrood; de overige staartveren zijn rood en zwart. De flanken zijn donkergrijs en soms wit gevlekt. Het mannetje en vrouwtje zijn aan elkaar gelijk.

## Verspreiding en leefgebied
De vogel komt voor in een de zone van savannelandschappen onder de Sahara van Senegal tot de Centraal Afrikaanse Republiek. Uit gevangenschap ontsnapte vogels vormden verwilderde populaties op Hawaï. Het leefgebied bestaat bosjes en struikgewas in verder half open gebied met wat bomen, verder rotsig heuvelland en aan de randen van agrarisch gebied.

## Status
De grootte van de populatie is niet gekwantificeerd. De vogel is niet zeldzaam en plaatselijk soms algemeen. Er is geen aanleiding te veronderstellen dat de soort in aantal achteruit gaat. Om deze redenen staat de lavendelastrild als niet bedreigd op de Rode Lijst van de IUCN.

## Volièrevogel

### Sociaal
De lavendelastrild is een verdraagzaam en vredelievend vogeltje, dat zich ook in een gemengde volière probleemloos gedraagt, zowel met andere vogels als met soortgenoten.

### Verzorging
Deze vogel kan, als hij geacclimatiseerd is, 's zomers in een buitenvolière gehouden worden, maar 's winters moet hij, als de temperatuur te extreem wordt, naar binnen.
Hij moet gevoederd worden met geel en wit milletzaad, gehakte meelwormen en groenvoer bijvoorbeeld muur en kruiskruid.
Water, scherp maagkiezel en grit moeten vanzelfsprekend altijd voorhanden zijn.